# The Thirty-Fathom Grave
"The Thirty-Fathom Grave" is een aflevering van de Amerikaanse televisieserie The Twilight Zone. Het scenario van de aflevering werd geschreven door Rod Serling.

## Plot

### Opening
Incident one hundred miles off the coast of Guadalacanal. Time: the present. The United States naval destroyer on what has been a most uneventful cruise. In a moment, they're going to send a man down thirty fathoms to check on a noise maker--someone or something tapping on metal. You may or may not read the results in a naval report, because Captain Beecham and his crew have just set a course that will lead this ship and everyone on it into the Twilight Zone.
— Rod Serling

### Verhaal
Het is 1963. Een schip van de Amerikaanse marine is op verkenningstocht voor de kust van Guadalcanal wanneer de sonar geluiden oppikt van de zeebodem. De geluiden klinken alsof er iets tegen een metalen wand wordt geslagen.
Al snel ontdekt de bemanning van het schip een gezonken duikboot op de zeebodem. De duikboot ligt daar vermoedelijk al sinds een grote zeeslag uit de Tweede Wereldoorlog. Het geluid komt uit de richting van de duikboot. Een van de bemanningsleden maakt voor de grap de opmerking dat er misschien spoken in de duikboot zitten. Bell, een ander bemanningslid, reageert hier nogal heftig op. Kapitein Beecham laat meteen een duiker het schip onderzoeken. De duiker ontdekt dat het een Amerikaanse duikboot uit de Tweede Wereldoorlog betreft en dat het geluid inderdaad van binnenuit de duikboot komt.
De ontdekking van de duikboot lijkt Bell steeds zenuwachtiger te maken. Al snel blijkt waarom: Bell diende op deze duikboot op die fatale dag dat de zeeslag plaatsvond. Hij was de enige overlevende. Hij voelt dat de geesten van zijn voormalige collega’s hem vanuit de duikboot roepen om zich bij hen te voegen. Hij ziet enkele van hen zelfs als geesten voor zich verschijnen. Uiteindelijk stort Bell zich in zee en verdrinkt.
Kort hierop dringt de duiker het wrak van de duikboot binnen. Hij rapporteert dat een stuk van een machine voortdurend tegen de wand aan slingerde en zo het geluid veroorzaakte. Wel vindt hij acht lijken in het schip, waarvan een een hamer vasthoudt.

### Slot
Small naval engagement, the month of April, 1963. Not to be found in any historical annals. Look for this one file under 'H' for haunting--in the Twilight Zone.
— Rod Serling

## Rolverdeling
- Mike Kellin: Chief Bell
- Simon Oakland: Kapitein Beecham
- David Sheiner: Doc
- John Considine: McClure
- Bill Bixby: OOD
- Conlan Carter: Ensign
- Vincent Baggetta: bemanningslid

## Trivia
In de openingsscène van deze aflevering werd voor het schip oud beeldmateriaal gebruikt van de U.S.S. Mullinnix en voor de rest van de scènes de U.S.S. Edson. Dit is te zien aan het feit dat het nummer op de zijkant van het schip plotseling verandert.